# CSD Comunicaciones
Club Social y Deportivo Comunicaciones ist ein guatemaltekischer Fußballverein aus Guatemala-Stadt.
Der Verein spielt in der höchsten guatemaltekischen Spielklasse, der Liga Nacional. Seine Heimspiele trägt der Verein im Estadio Cementos Progreso aus. Wichtige Spiele, wie insbesondere der Clásico Chapín gegen den Stadtrivalen CSD Municipal, werden dagegen im Nationalstadion Mateo Flores ausgetragen.
Der Verein gehört zu den erfolgreichsten Klubs Guatemalas. Größte internationale Erfolge waren der Sieg im CONCACAF Champions Cup 1978 (als einer von drei Staffelsiegern) sowie das Erreichen der Finalspiele in den Jahren 1962 und 1969, die jeweils gegen den mexikanischen Repräsentanten (erst Deportivo Guadalajara und dann CD Cruz Azul) verloren wurden.

## Vorgeschichte und Vereinsgründung
Die Wurzeln des 1949 gegründeten CSD Comunicaciones reichen bis in die 1920er-Jahre zurück, als einige fußballbegeisterte Jugendliche diesen Sport im Hof des Nationalen Hospizes von Guatemala-Stadt ausübten. 1924 gewann die erste Mannschaft des Hospizes ihren ersten Titel auf regionaler Ebene, dem sich bald weitere Erfolge anschlossen. Doch als das Nationale Hospiz Anfang der 1930er-Jahre einen neuen Vorstand erhielt, untersagte dieser der Mannschaft, weiterhin auf dem Gelände des Hospizes spielen zu dürfen. Die Bindung zwischen Mannschaft und Hospiz ging dennoch nicht verloren und 1936 erhielt die Mannschaft die Bezeichnung Hospicio FC. Noch im selben Jahr wurde die Mannschaft in die Tercera División aufgenommen, die sie 1940 gewann und in die Segunda División aufstieg. Dort gelang ihr der Durchmarsch in die Primera División, in der sie von 1941 bis 1945 vertreten war.  Aufgrund der angespannten wirtschaftlichen Situation ging sie anschließend eine Kooperation mit der spanischen Gemeinde von Guatemala-Stadt ein und benannte sich in der Spielzeit 1947 um in Real España.
1949 wurde der Verein von Oberst Carlos Aldana Sandoval, dem seinerzeitigen Minister für Post und Telekommunikation, erworben. Der Anbindung an das Ministerium für das Kommunikationswesen verdankt der Verein seinen Namen, den er seit 1949 trägt. Einer anderen Quelle zufolge löste sich die Mannschaft des Real España FC aufgrund der bald fehlenden finanziellen Unterstützung durch die spanische Gemeinde auf und die meisten ehemaligen Mitglieder wandten sich an das Kommunikationsministerium, wo sie von Oberst Carlos Aldana Sandoval unterstützt wurden und den Namen „Comunicaciones“ erhielten, unter dem die dem Ministerium angegliederten Baseball- und Basketballmannschaften bereits spielten.

## Ehemalige bekannte Spieler
- Leonardo González
- Jeff Cunningham
- Omar Larrosa
- Mauricio Solís

## Trainer
- Alexandre Guimarães (1999)
- Luis Cubilla
- Alberto Jorge
- Marlon Ivan León
- 2005: Antonio Alzamendi
- August 2009 bis Oktober 2010: Julio González[3]
- Oktober 2010 bis Dezember 2011: Iván Sopegno
- Januar 2013 bis Juni 2014: Iván Sopegno
- seit Januar 2016: Iván Sopegno[4]

## Erfolge
- CONCACAF Champions Cup: 1978
- CONCACAF League: 2021
- CONCACAF Central American Cup: 1971
- CONCACAF Central American Cup: 1983
- guatemaltekische Fußballmeisterschaft: (23×) 1956, 1957–58, 1959–60, 1968–69, 1970–71, 1971, 1972, 1977, 1979–80, 1981, 1982, 1985–86, 1990–91, 1994–95, 1996–97, 1997–98, 1998–99, 1999-00 Apertura, 2000-01 Clausura, 2002-03 Apertura, 2002-03 Clausura, Apertura 2008, Apertura 2010–2011